# Чемоданов, Андрей Владимирович
Андре́й Влади́мирович Чемода́нов (с 16-летнего возраста по паспорту — Сельве́ров [фамилия матери]; род. 18 апреля 1969, Москва) — русский поэт. Поэзия Чемоданова — своего рода антитеза собственной «слишком человеческой», «до омерзительности», телесности.

## Биография
Андрей Чемоданов родился 18 апреля 1969 года в Москве.
Окончил московскую школу № 91 (1976—1986). Получая в 16-летнем возрасте паспорт, поменял доставшуюся от отца фамилию Чемоданов на фамилию матери Сельверов, однако в поэзии остался Чемодановым. Недолгое время учился в медицинском вузе в Ленинграде. В 1987—1989 годах служил рядовым в Советской Армии в Средней Азии. Из армии вернулся сначала в Ленинград, затем, в 1991 году, — в Москву. В 1990 году начал писать стихи. Окончил Литературный институт имени А. М. Горького (1997) и его аспирантуру. Работал курьером, снабженцем, дворником, сторожем, помощником режиссёра, рецензентом, продавцом гжели, продавцом книг.
В 1995 году, уйдя в запой и разведясь с женой, написал «строфический верлибр» «Вчера я зашёл в лавочку на углу…», в котором все слова использовал в прямом лексическом значении, полностью отказавшись от метафор, олицетворений, сравнений. Некоторыми критиками стихотворение было квалифицировано как «приговщина». Написав несколько подобных стихотворений, Чемоданов вообще прекратил писать, вернувшись к стихосложению только в 2000 году.
…Такой тайм-аут действительно сыграл важную роль. Исчез дисбаланс между начитанностью и отсутствием горького, маргинального, но жизненного опыта. Ирония так же перестала быть чересчур литературной. Выяснилось, что я избавился или почти избавился от многих влияний и нашёл в себе силы не поддаваться обаянию чужого стиля.

Период ученичества не кончился, он, надеюсь, не кончится никогда, однако перешёл на новый уровень.
Публиковался в журналах и газетах «Мансарда», «Алконостъ», «Московский комсомолец», «Общая газета», «Книжное обозрение», «Литературная газета», «Юность», Terra Nova (Сан-Франциско), «Новый мир», «Кольцо А», «Абзац», «Рец» и др.
Член редколлегии альманаха «Алконостъ».
Некоторые верлибры Чемоданова положены на музыку композиторами Сергеем Трухановым, Олегом Лубягиным, Алексеем Тиматковым.
Получив в 2009 году премию «Звёздный фаллос», при вручении статуэтки фаллоса сказал:
Абсолютно бесполезная вещь. Ребёнку не покажешь, а ребёнок у меня большой, любопытный, дочка. На призе есть вдобавок какие-то странности. Во-первых, вот шов, уздечка выражена слабо, во-вторых, обрезано по самые ягодицы. Но всё равно приму…
В социальных сетях безответно оппонирует мэру Москвы Сергею Собянину с неизменным лозунгом «Позор Собянину!».

## Творчество и критика
Свою поэзию Андрей Чемоданов много лет выстраивал как антитезу собственной «слишком человеческой», до омерзительности, телесности. Благожелательный к Чемоданову литературный критик так описывает свои впечатления от нескольких встреч с ним на поэтических чтениях:
Вышел Чемоданов… Это был человек внушительных размеров — с панамкой на голове, с бульбой носа, со шматами сала на щеках, с щёткой усов, с тросточкой <…> и, как все предыдущие поэты, подвыпивший (точно таким он запечатлён у Арсения Гончукова в короткометражном фильме «Раз! И нету никого…»).
…Чемоданов готовится читать. Я сижу прямо за ним и пытаюсь не смотреть на сваливающиеся сзади штаны поэта, где белеет волосатое человеческое мясо.

Я могу вспомнить ещё с десяток таких картин.
Такому сознательно выбранному образу сам же Чемоданов противопоставляет свою нежную лирику и опыты осмысления поэтического языка.
Андрей Чемоданов считает себя создателем так называемого «строфического верлибра». Этот верлибр состоит из нескольких строф, каждая из которых по отдельности является верлибром и при этом повторяет предыдущую: «столько же строк в каждой следующей строке, то же количество слогов и то же соотношение ударений, что и в каждой следующей строке».
Режиссёр Анастасия Белокурова сожалела, что роль Чемоданова в фильме «Чёрный таксист» получилась слишком короткой.

## Влияние
Поэт Владимир Кочнев называет Андрея Чемоданова в числе двух наиболее повлиявших на его поэзию учителей:
В мастерстве стиха Алексей Тиматков и Андрей Чемоданов. Они отточили мне штыки. Кропотливо и долго возились с моими рукописями, так что я в конце концов я кое-что начал понимать в стихах (не в ритмах и метрах, а именно в том сложном и тонком что называется «поэзия»). Особенно Алексей Тиматков, Чемоданов скорее вдохновлял аурой и образом жизни.

## Литературные премии
- Премия «Звёздный фаллос» в номинации «Поэзия» (2009)[4]
- Диплом «Лучшая книга года» поэтической премии «Московский счёт» (2012, за поэтическую книгу «Я буду всё отрицать»)[8]
- Премия «Московский счёт» (2017, специальная премия за книгу «Ручная кладь»)[9].
- Трижды входил в лонг-лист Григорьевской премии по литературе, в 2017 году вошёл в её шорт-лист[10].
- Премия «Нонконформизм» в номинации «Нонконформизм-поступок» (2018)[11].

## Семья и родственные связи
- Отец — Владимир Иванович Чемоданов, кандидат медицинских наук. Предки происходили из села Чемодановка Смоленской области.
- Мать — Нелли Бадмаевна Сельверова (р. 1937), советский и российский эндокринолог. Доктор медицинских наук. Заведующая лабораторией возрастной эндокринологии Института возрастной физиологии[12][13].
- Дядя — Арнольд Бадмаевич Сельверов, советский и российский физик. Один из конструкторов советских водородных бомб. Доктор технических наук. Лауреат Государственной премии СССР[12].
- Племянник (по единокровной сестре) — Артур Сергеевич Смольянинов (р. 1983), российский актёр.